# 奧爾良鎮區 (印地安納州奧蘭治縣)
奧爾良鎮區（英語：Orleans Township）是位於美國印地安納州奧蘭治縣的一個行政鎮區。

## 地方資料
根據2010年美國人口普查的數據，奧爾良鎮區的面積為93.20平方千米，當中陸地面積為92.50平方千米，而水域面積為0.70平方千米。當地共有人口3555人，而人口密度為每平方千米38.14人。